# SBB Ce 4/6
Der Ce 4/6 der Schweizerischen Bundesbahnen (SBB) war ein schwerer elektrischer Personen-Triebwagen mit Vielfachsteuerung. Es handelte sich dabei um den ersten elektrischen Triebwagen, den die Schweizerischen Bundesbahnen selbst beschafften. In den Jahren 1923 und 1925 bis 1927 wurden insgesamt 19 Stück in zwei Baulosen ausgeliefert. Die Triebwagen, zuletzt als Be 4/6 bezeichnet, erreichten ein verhältnismässig hohes Alter, dies dank dem Ersatz des ursprünglichen Wagenkastens in verblechter Holzbauweise durch einen Neubauwagenkasten in Stahlbauweise in den 1960er Jahren. Das letzte Exemplar wurde erst 1995 ausser Betrieb genommen. Alle wurden zwischenzeitlich abgebrochen, es ist kein Exemplar erhalten geblieben.

## Geschichte
Da die ersten Strecken der SBB bereits elektrifiziert worden waren, entstand der Bedarf an einem elektrischen Fahrzeug für den Vorortsverkehr. Da dieses keine sehr hohe Leistung haben musste, konnte es als Triebwagen ausgeführt werden und musste keine Lokomotive sein.

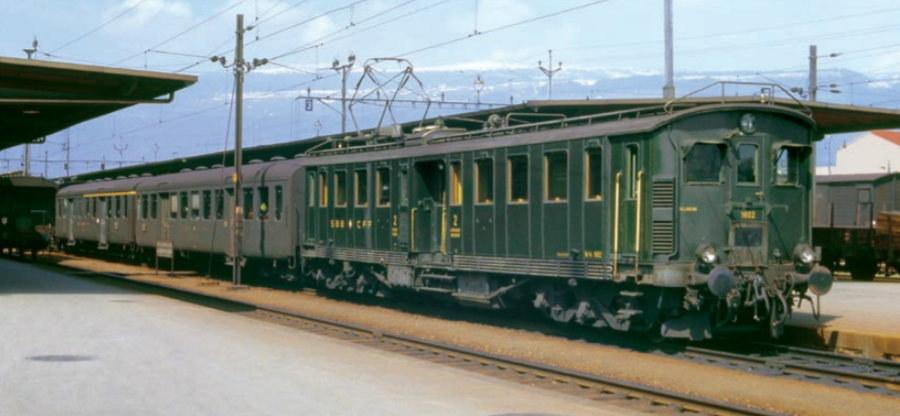
Be 4/6 1602 noch vor dem Umbau mit zwei Leichtstahlwagen im Bahnhof Yverdon

Beim Bau der Personen-Triebwagen für die Schweizerischen Bundesbahnen konnte die Industrie nicht nur auf eine bereits mehr als zwanzigjährige Erfahrung beim Bau und Betrieb von Meterspur-Triebwagen für den Betrieb mit Gleichstrom zurückblicken, sondern auch auf bereits etwa 10 Jahre Erfahrung beim Bau und Betrieb von Meterspur- und Normalspur-Triebwagen für den Betrieb mit hochgespanntem Wechselstrom. So beispielsweise mit den drei meterspurigen Personen-Gepäcktriebwagen BCFe 4/4 1 bis 3 aus dem Jahre 1907 mit einer Leistung von 160 PS der Locarno-Ponte-Brolla-Bignasco-Bahn (LPB), auch als Maggiatalbahn bekannt, den acht normalspurigen Personentriebwagen BCe 4/4 51 bis 58 mit einer Leistung von ursprünglich 360 PS aus den Jahren 1909 bis 1911 der ehemaligen Seetalbahn (STB), ab 1922 SBB BCe 4/4 4801 bis 4808, oder den drei normalspurigen Personentriebwagen Ce 2/4 781 bis 783 mit einer Leistung von ursprünglich 450 PS aus dem Jahre 1910 der Berner Alpenbahn-Gesellschaft Bern–Lötschberg–Simplon (BLS).

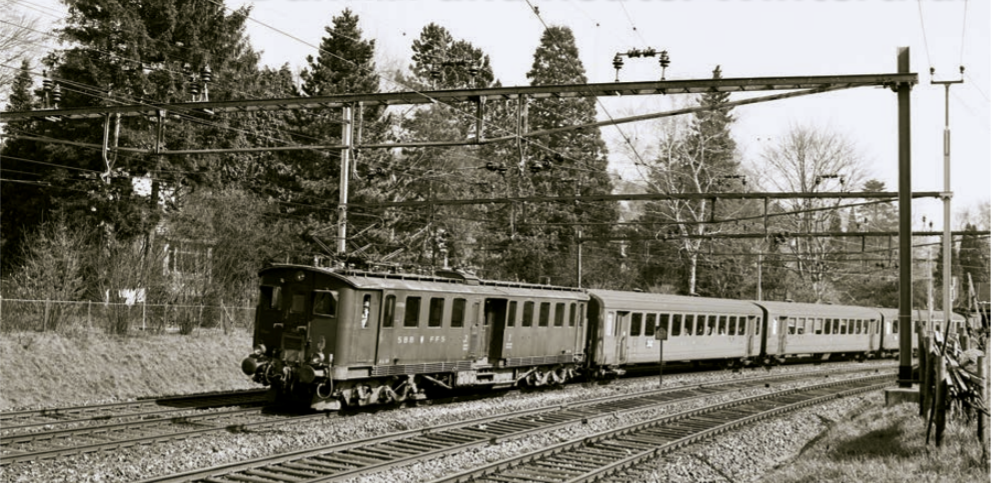
Aus Etzwilen kommender Personenzug in Winterthur mit dem Be 4/6 1601. Der Triebwagen wurde nicht umgebaut und diente als Ersatzteilspender.

Trotz dieser Erfahrung musste, um mit diesen Triebwagen auch Nebenlinien befahren zu können, das Gewicht auf zwei zusätzliche Laufachsen verteilt werden. Nur so erreichte die maximale Achslast nicht mehr als rund 16 Tonnen. Alle damals neu abgelieferten elektrischen Lokomotiven hatten eine Achslast von rund 20 Tonnen und waren für den Einsatz auf Nebenlinien längere Zeit nicht geeignet.
Die Triebwagen erreichten als Erstgenerationen-Fahrzeuge ein sehr hohes Alter, wurde doch der letzte erst 1995 ausrangiert. Schon seit der Auslieferung konnten die Triebwagen von einem zweiten Triebwagen oder seit 1925 von den soeben gelieferten Steuerwagen aus ferngesteuert werden. Sie besassen allerdings keine elektrische Bremse und durften deshalb auf langen Gefällstrecken keine Züge alleine führen.
Die anfängliche Bezeichnung bis 1947/1948 war Ce 4/6 9801 bis 9819. Danach wurde die Nummer neu vergeben, so dass sie unter Ce 4/6 751 bis 769 zu finden war. Für mehrere Jahre nach dem Wegfall der dritten Wagenklasse 1956 trugen sie mit der Nummer auch die Bezeichnung Be 4/6. Seit der Neuorganisation der Nummern und Bezeichnungen 1959/1960 trugen sie die Bezeichnung Be 4/6 1601 bis 1619. Gerade letztere Bezeichnung führte verschiedentlich zu Verwechslungen mit den ursprünglich von den Schweizerischen Bundesbahnen für den Schnellzugdienst am Gotthard beschafften Lokomotiven Be 4/6. Unter dieser Bezeichnung wurden sie auch ausrangiert.
Als letzter seiner Art war der per 31. Mai 1994 ausrangierte Be 4/6 1613 jahrelang als Triebfahrzeug des Schulreferentenzuges im Einsatz, wofür er einen bunten Anstrich erhielt.

## Konstruktion
Der Triebwagen besass zwei dreiachsige Drehgestelle. Die beiden äusseren Achsen waren angetrieben, während dazwischen eine Laufachse angeordnet war, um den Achsdruck gering zu halten.

Ce 4/6 mit Ft 16021, der versuchsweise als Steuerwagen eingesetzt wurde

Die Personen-Triebwagen hatten von Anfang an eine Vielfachsteuerung vom Typ Vst I und konnten sowohl von einem anderen baugleichen Personen-Triebwagen, von einem der etwas später gebauten Fe 4/4 Gepäck-Triebwagen oder von einem der ab 1925 zu den Triebwagen beschafften vierachsigen Bt4, BCt4 und CFt4 Steuerwagen aus ferngesteuert werden. Sie besassen keine elektrische Bremse und wurden anfänglich längere Zeit im Vorortsverkehr von Zürich und am Genfersee eingesetzt. Ausgelegt waren die Triebwagen für eine Anhängelast von 150 t, diese konnten die Triebwagen auf einer Steigung von 10 ‰ noch mit einer Geschwindigkeit von 60 km/h ziehen. Bei 26 ‰ Steigung, der Steigung der die alpenquerenden Verbindung durch den Gotthard-Scheiteltunnel hat, betrug immer noch 100 t. Einfachfenster mit Messingrahmen von 600 und 900 mm Breite und den in der damaligen Zeit üblichen Beschriftung mit Emailleschildern prägen die Aussenansicht. Als Anhänge- oder Zwischenwagen wurden anfänglich mehrheitlich dreiachsige Personenwagen und dreiachsige Gepäckwagen mit an beiden Enden offener Plattformen verwendet, einer Bauart die die Schweizerischen Bundesbahnen zur Erneuerung des Wagenparkes der Vorgängergesellschaften in einer grossen Stückzahl beschaffte.
Der Wagenkasten bestand aus einem eisernen Unterrahmen, auf dem ein verblechter Wagenkasten aufgebaut war. Der Transformator war mittig unterflur unter dem Wageneingang angebracht. Beidseitig vom Eingang waren zwei Grossraumabteile vorhanden. Davon war eines als Raucher, das andere als Nichtraucherabteil ausgewiesen. Markant waren die aussen am Wagenkasten auf Höhe des Tragrahmens, unterhalb der Abteile, angebrachten Ölkühlschlangen des Transformators. An beiden Enden besass er einen Führerstand mit Stirntüren, ohne Faltenbalg. Der Übergang zwischen Wagen und Triebfahrzeug war somit nur dem Personal erlaubt. Anfänglich besassen die Triebwagen zwei Stromabnehmer, die umgebauten Triebwagen mit Stahlkasten nur noch einen.

### Umbauten
Die Triebwagen 1602 bis 1618 erhielten zwischen 1961 und 1966 einen neuen Wagenkasten in Stahlbauart. Dieser Umbau wurde von den Schweizerischen Bundesbahnen in der Hauptwerkstätte Zürich selbst durchgeführt. Dabei wurde eine Vielfachsteuerung vom Typ Vst IIIe anstelle der Vielfachsteuerung vom Typ Vst I eingebaut. Ein entsprechender Umbauprototyp, der Be 4/6 1619 entstand bereits im Jahre 1957. Dieser Triebwagen behielt die Vielfachsteuerung vom Typ Vst I. Der Triebwagen Be 4/6 1601 wurde nicht umgebaut und nach Abschluss der Umbauaktion als Ersatzteilspender abgebrochen. Dabei gilt auch zu berücksichtigen, dass im Zusammenhang mit dem Umbau zwei Triebwagen ihre Nummern abtauschten. Der Be 4/6 1619 war der ehemalige Be 4/6 1615 beziehungsweise der Be 4/6 1615 war der ehemalige Be 4/6 1619.

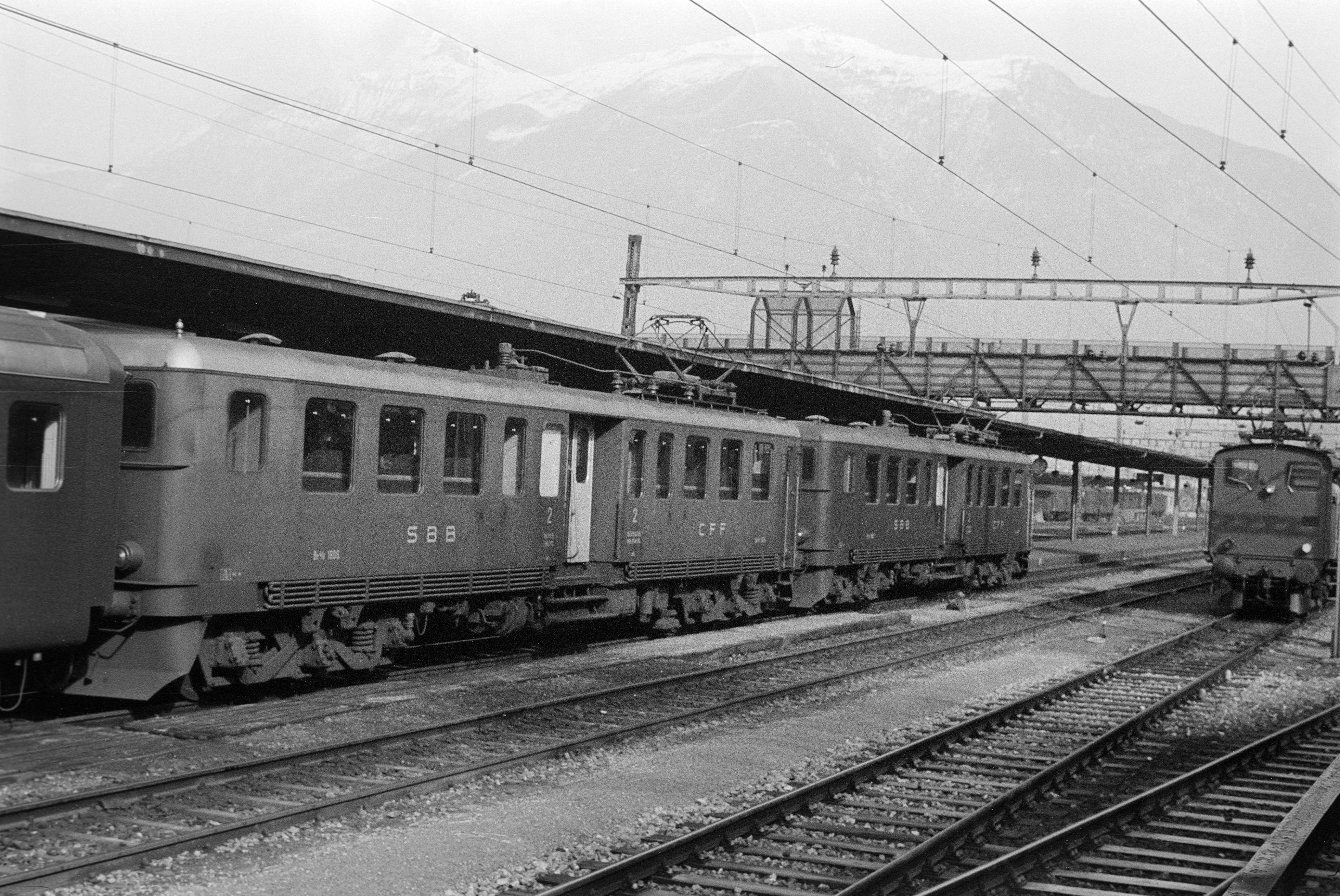
Zwei Be 4/6 in Bellinzona
Be 4/6 mit Steuerwagen BDt 1974
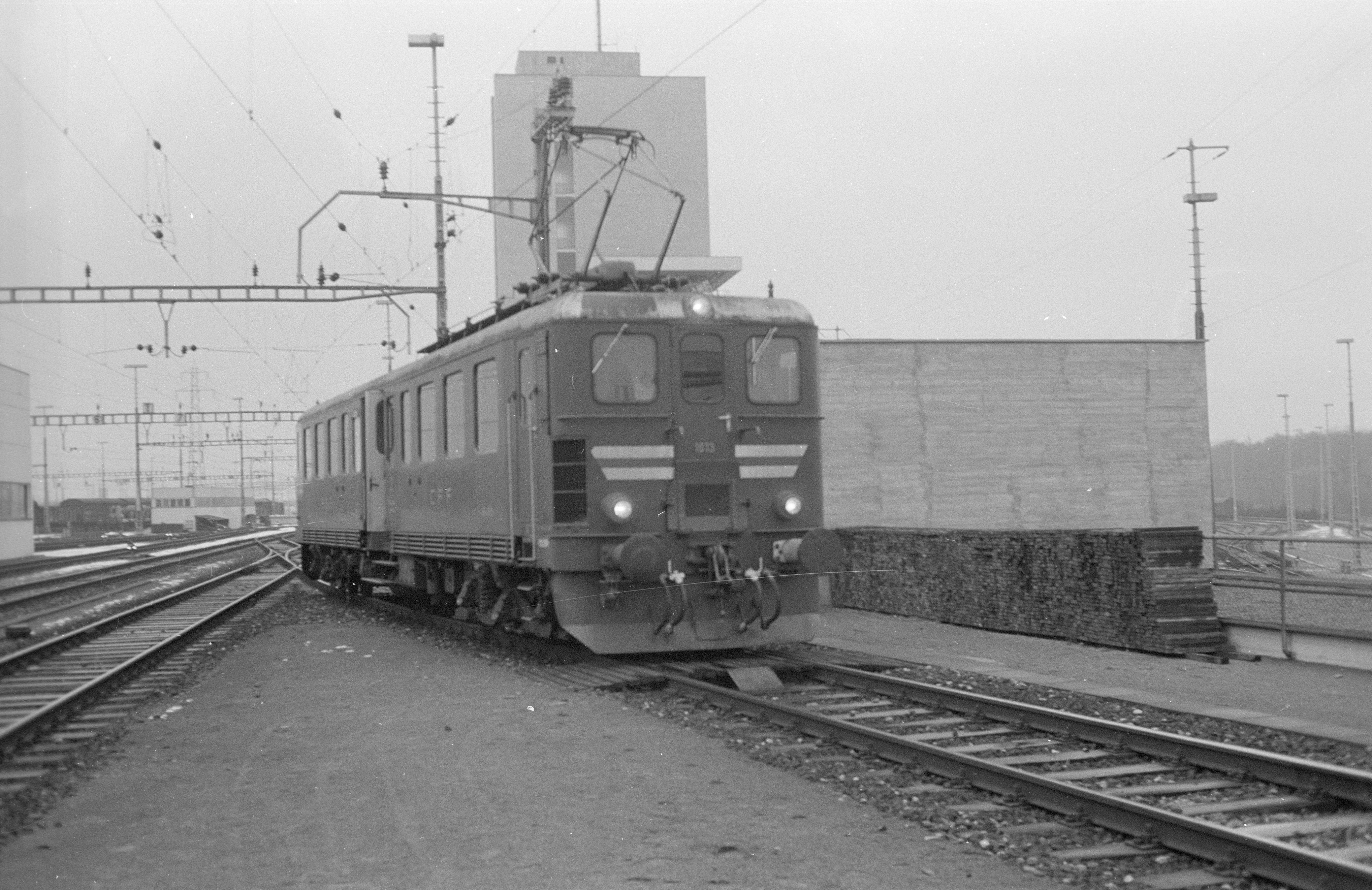
Be 4/6 1613 in Muttenz